# Мелейха – Ель-Хамра
Мелейха – Ель-Хамра – трубопровід, який забезпечує видачу нафти та конденсату, видобутих у кількох нафтогазоносних басейнах на північному заході Єгипту.
У 1984 році в басейні Шушан-Матрух почали розробку нафтових родовищ блоку Мелейха (компанія-оператор Agiba), для видачі продукції яких проклали головний нафтопровід довжиною 166 км та діаметром 400 мм до середземноморського терміналу Ель-Хамра (почав роботу у другій половині 1960-х із обслуговування басейну Аламейн). 
Надалі Мелейха перетворилась на хаб для вивозу продукції інших родовищ, як то:
- у 1986-му ввели в дію ділянку довжиною 60 км та діаметром 200 мм від родовища Умбарака (на той час ним займалась компанія-оператор WEPCO), розробка якого почалася ще у другій половині 1970-х. Надалі цю ж лінію залучили для транспортування нафти з родовищ блоку Умбарка-Південь та із басейну Фагур (наразі вони, як і Умбарака, належать до сфери діяльності компанії-оператора Khalda). У середині 2000-х років взялись за прокладання другої нитки Умбарака – Мелейха таким саме діаметром 200 мм;
- так само 1986-го стартував видобуток нафти на блоці Хальда (компанія-оператор Khalda), в межах облаштування якого проклали трубопровід діаметром 400 мм від центральної установки підготовки Салам, яка віддалена від Мелейхи на півтора десятки кілометрів;
- у 1999-му ввели в дію газоконденсатне родовище Обайєд (компанія-оператор BAPETCO), вилучений на якому конденсат перекачується до Мелейхи по трубопроводу довжиною 55 км та діаметром 300 мм;
- не пізніше 2000-го до головного нафтопроводу підключили за допомогою перемички довжиною 17 км та діаметром 150 мм установку підготовки Тарек, яка обслуговує родовища північно-східної частини басейну Шушан-Матрух.
Пропускна здатність нафтопроводу Мелейха – Ель-Хамра становить 90 тисяч барелів на добу, що забезпечується двома насосними станціями – головною на Мелейсі та бустерною за 83 км від початку траси.